# ويليام فيتزسيمونز
ويليام فيتزسيمونز (بالإنجليزية: William Fitzsimmons)‏ هو مغني وموسيقي ومغن مؤلف وعازف قيثارة أمريكي، ولد في 1978 في بيتسبرغ في الولايات المتحدة.

## وصلات خارجية
- الموقع الرسمي
- ويليام فيتزسيمونز على موقع ميوزك برينز (الإنجليزية)
- ويليام فيتزسيمونز على موقع ديسكوغز (الإنجليزية)